# Zygina rorida
Zygina rorida är en insektsart som först beskrevs av Étienne Mulsant och Claudius Rey 1855.  Zygina rorida ingår i släktet Zygina och familjen dvärgstritar. Inga underarter finns listade i Catalogue of Life.